# Huddinge IK
Der Huddinge IK ist ein schwedischer Eishockeyverein aus dem Stockholmer Vorort Huddinge, der seit der Saison 2011/12 in der drittklassigen Hockeyettan spielt. Seine Heimspiele trägt der Club in der Björkängshallen aus.
Neben der Eishockeyabteilung betreibt der Verein seit Anfang der 1990er Jahre auch eine Abteilung für Unihockey. Das Frauenteam stieg 2008 aus der Division I in die höchste Spielklasse, die Unihockey-Elitserien, auf.

## Geschichte
Die Eishockeyabteilung des Huddinge IF wurde 1946 gegründet. Im Januar 1950 spaltete sich diese vom Stammverein ab und nannte sich fortan Huddinge IK. Zunächst spielte die erste Mannschaft des Vereins auf regionaler Ebene in der Stockholmserien, bevor 1955 der Aufstieg in die drittklassige Division III gelang. Dieser Spielklasse gehörte der Verein bis 1966 an, als dieser in die damalige zweite Spielklasse, die Division II, aufstieg. Von 1975 bis 1999 war die Division I die zweithöchste Liga, die seit 1999 HockeyAllsvenskan heißt.
1978, 1979, 1986 und 1993 nahm der Verein an der Kvalserien, der Qualifikationsrunde für die Elitserien teil, konnte den Aufstieg aber nie erreichen. In den Play-offs 1989 wurde eine Partie gegen Timrå IK erst in der dritten Verlängerung entschieden. Zum damaligen Zeitpunkt war es damit das längste Eishockeyspiel, das je in Schweden gespielt wurde. Noch heute rangiert es unter den Top 10 der längsten Spiele in Schweden.
Beim letzten Aufstiegsversuch, 1993, zog der Huddinge IK für das Heimspiel gegen den Lokalrivalen AIK Ishockey in den Globen um und stellte dabei einen neuen Zuschauerrekord von 12487 Besuchern auf. Zudem gewann Huddinge das Spiel mit 5:3. Einen Monat später wurde das Rückspiel ausgetragen, was mit einem 3:3-Unentschieden endete und 13124 Zuschauer anzog. Diese beiden Spiele gingen ob ihrer hohen Zuschauerzahlen in die Geschichte des schwedischen Eishockeys ein, da sie die Zuschauerrekorde für Spiele außerhalb der Elitserien aufstellten.
Am Ende der Spielzeit 1999/2000 stieg der Verein in die nun drittklassige Division I ab, schaffte aber schon ein Jahr später (ohne Punktverlust in den Aufstiegsspielen) den Wiederaufstieg in die Allsvenskan. In den folgenden Jahren belegte die Mannschaft meist hintere Plätze der Allsvenskan, bevor 2005 erneut den Abstieg in die Division I erfolgte. Erneut gelang der direkte Wiederaufstieg, doch seither bestreitet der Klub jedes Jahr die Abstiegsrunde. Am Ende der Saison 2007/08 schaffte der Klub den Klassenerhalt in der Relegationsserie zunächst nicht, erhielt aber im Sommer 2008 die Lizenz für die HockeyAllsvenskan, da Nyköpings Hockey zwangsweise absteigen musste. Am Ende der Saison 2008/09 stieg der Verein wieder in die Division I ab. Seither spielt er in der nunmehr Hockeyettan genannten dritten Liga.

## Spieler und Trainer

### Trainer
| - 1946/47 Wilhelm Wallenkampf - 1956/57 Claes Nordin - 1963 – 1972 Bengt Nilsson - 1972/73 Rune Lindh - 1973/74 Bengt Nilsson; Tommy Lundqvist - 1974 – 1976 Eilert Mättää - 1976/77 Uffe Johansson; Hans-Åke Karlsson - 1977 – 1980 Curre Lindström - 1980/81 Lasse Falk; Ulf Johansson - 1981/82 Tommy Tomth; Ulf Johansson | - 1982 – 1984 Tommy Tomth; Bo Andersson - 1984/85 Ingvar Carlsson; Bo Andersson - 1985/86 Lars-Gunnar Jansson; Lasse Falk - 1986/87 Lennart Wiman; Lasse Falk - 1987 – 1989 Lennart Wiman; Mats Jonsson - 1989/90 Björn Ferber; Mats Jonsson - 1990 – 1992 John Peterson Mats Jonsson - 1992/93 Ingvar Carlsson; Lennart Wiman - 1993/94 Ingvar Carlsson; Stefan Jonasson - 1994/95 Kent Johansson; Stefan Jonasson | - 1995 – 1997 Lars-Gunnar Jansson; Stefan Jonasson - 1997 – 2000 Lasse Falk; Stefan Jonasson - 2000/01 Jan-Åke Tiensuu; Mikael Hollner - 2001 – 2004 Tommy Tomth; Bengt Olsson - 2004/05 Stefan Jonasson; Erik Ahlström - 2005 – 2007 Mikael Johansson; Bengt Olsson - 2007/08 Gustav Ström; Tomas Berg - 2008 – 2010 Tomas Berg; Per Lundström - 2010/11 Fredrik Mälberg, Mats Tiger, Tobias Tschöp |

### Mannschaftskapitäne
| - 1971/72 Tommy Lundqvist - 1973 – 1975 Leif Odefjärd - 1975 – 1978 Leif Blomberg - 1978/79 Tage Thomsson - 1979/80 Jimmy Haglund - 1980/81 Lennart Wiman - 1981 – 1983 Johan Montell - 1983 – 1985 Bobo Simensen - 1985/86 Jan Carlsson | - 1986 – 1988 Ola Andersson - 1988 – 1992 Stefan Jonaason - 1992/93 Jan Mertzig - 1993/94 Tommie Johansson - 1994/95 Nichlas Falk - 1995/96 Stefan Olsson - 1996/97 Tomas Berg - 1997/98 Jerry Friman | - 1998/99 Robert Edholm - 1999/00 Gustav Ström - 2000/01 Tomas Berg - 2001/02 Fredrik Lundin - 2002/03 Fredrik Lundin; Daniel Karlsson - 2003 – 2005 Jonas Rådlund - 2005 – 2007 Anders Adler - 2007/08 Daniel Karlunden |

### Bekannte ehemalige Spieler

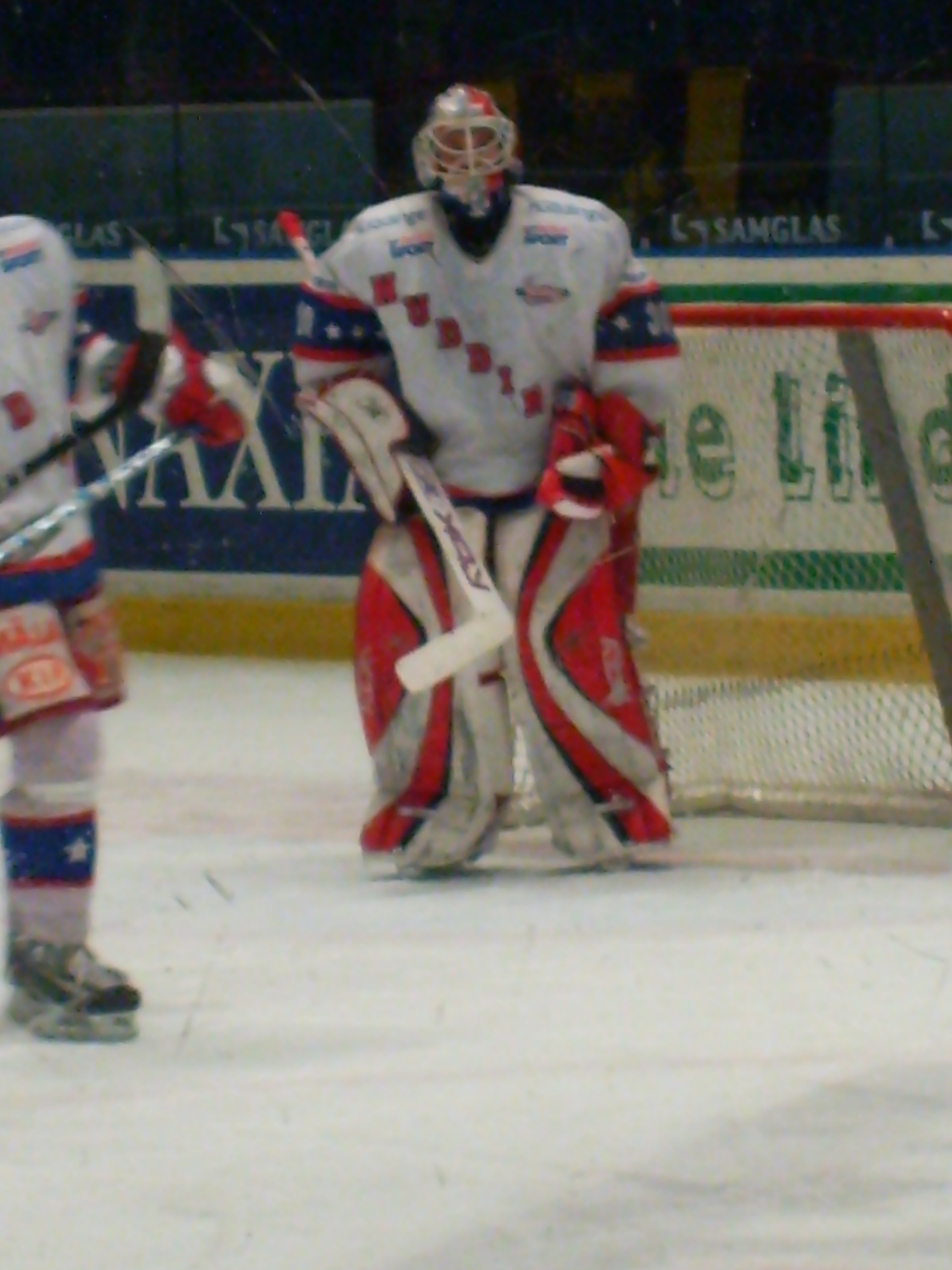
Torhüter des Huddinge IK, 2008

Der Verein Huddinge IK gilt als „Talentschmiede“ des Großraums Stockholm, dessen Juniorenspieler bei anderen Vereinen der Region in höheren Spielklassen Erfolge feiern. Zu diesen Spielern gehören unter anderem Michael Nylander, Jan Mertzig und Mattias Norström.
| - Lars Ljungman - Kent „Lill-Kenta“ Johansson - Mikael Johansson - Nichlas Falk - Michael Nylander - Niklas Kronwall | - Jan Mertzig - Stefan Gustavsson - Håkan Södergren - Kristofer Ottosson - Rolf Wanhainen | - Josef Boumedienne - Linus Klasen - Jhonas Enroth - Dick Axelsson - Niklas Persson - Viktor Tokaji |

### Topscorer
Folgende Tabelle enthält alle Spieler des Vereins, die mindestens 250 Partien für den Verein absolviert haben (Stand 2006; G = Torhüter).
| Spieler             | Saisons | Spiele | Tore | Assists | Punkte |
| ------------------- | ------- | ------ | ---- | ------- | ------ |
| Jonas Rådlund       | 12      | 528    | 112  | 168     | 280    |
| Stefan Jonasson     | 14      | 493    | 177  | 245     | 422    |
| Tommie Johansson    | 13      | 466    | 68   | 133     | 201    |
| Kent Johansson      | 13      | 401    | 273  | 280     | 553    |
| Jonas Rådlund       | 9       | 374    | 98   | 114     | 212    |
| Dan Pettersson      | 10      | 337    | 172  | 181     | 353    |
| Leif Andersson      | 13      | 328    | 89   | 70      | 159    |
| Roland Nyman        | 10      | 327    | 160  | 163     | 323    |
| Anders Karlsson (G) | 11      | 321    | 0    | 2       | 2      |
| Dan Svahn           | 10      | 317    | 93   | 81      | 174    |
| Lennart Wiman       | 13      | 315    | 137  | 117     | 254    |
| Roger Hellgren      | 9       | 311    | 43   | 55      | 98     |
| Rolf Wanhainen (G)  | 7       | 267    | 0    | 0       | 0      |
| Ola Andersson       | 9       | 258    | 190  | 135     | 325    |
| Ola Möllerstedt     | 8       | 256    | 20   | 59      | 79     |

## Heimspielstätte
Zunächst nutzte der Verein eine Eisfläche im Sjödalsparken, bevor 1952 die Huddinge Ishockeybana eröffnet wurde. Zu einem regionalen Aufstiegsspiel 1952 kamen über 1200 Zuschauer auf diese Eisbahn. 1967 zog der Verein auf die Kunsteisbahn Björkängens um, die 1978 überdacht wurde und seither Björkängshallen heißt. Das Eröffnungsspiel gegen Linköpings HC endete 6:0.
Einzelne Heimspiele des Vereins werden im Johanneshovs Isstadion, im Scaniarinken oder auch im Ericsson Globe ausgetragen, vor allem, wenn viele Zuschauer zu erwarten sind.

## Unihockey
1996 wurde die Frauen-Unihockeyabteilung gegründet. Ab 1998 nahm ein erstes eigenes Frauenteam an der Division IV teil und etablierte sich in dieser Spielklasse. Im Frühjahr 2001 sollte dieses Team aufgelöst werden, doch dann bekam der Verein die Anfrage, die Division-II-Mannschaft des LM Ericsson zu übernehmen. Nach der Eingliederung dieser Mannschaft in den Huddinge IK spielte sie zunächst weiter in der Division II, bevor sie 2004 den Aufstieg in die Division I gegen den Visby IBK erreichte. In der Division I etablierte sich die Mannschaft recht schnell, so dass am Ende der Spielzeit 2007/08 die Kvalserien um den Aufstieg in die Elitserien erreicht wurde. Dort trafen die Frauen auf den Erstligaklub aus Skellefteå und den Zweitligisten aus Västerås. Beide Klubs wurden vom Huddinge IK besiegt, so dass das Frauenteam in die höchste Spielklasse aufstieg.